# Костадин Чакъров
Костадин Чакъров е български политик.
Той е сътрудник в личния кабинет на генералния секретар на ЦК на БКП и председател на Държавния съвет на НРБ Тодор Живков през последните години от управлението му. След края на социалистическия режим издава мемоари за работата си при Живков.

## Биография
Роден е в Пловдив през 1947 г. Висшето си образование получава в Юридическия факултет на Софийския университет.
Работи последователно като първи секретар на ДКМС в Пловдив, съветник в апарата на Държавния съвет на Народна република България, заместник-завеждащ Икономическия отдел на ЦК на БКП. В мемоарите си "Вторият етаж" от 1990 признава, че изостаналостта в стопанско отношение на най-богатите съветски сателити ГДР и ЧССР спрямо Запада не може да бъде приписана на други причини, освен съветските стопански политики, макар че не критикува самата Планова икономика като концепция, а обвинява само неправилната й организация.
От 2010 до 2013 г. Костадин Чакъров е председател на Съюза на комунистите в България.
Костадин Чакъров има 2 дъщери, които живеят в Лондон. Той умира на 26 декември 2017 г.